# Fuirena uncinata
Fuirena uncinata là loài thực vật có hoa trong họ Cói. Loài này được (Willd.) Kunth mô tả khoa học đầu tiên năm 1837.